# Bier in Denemarken

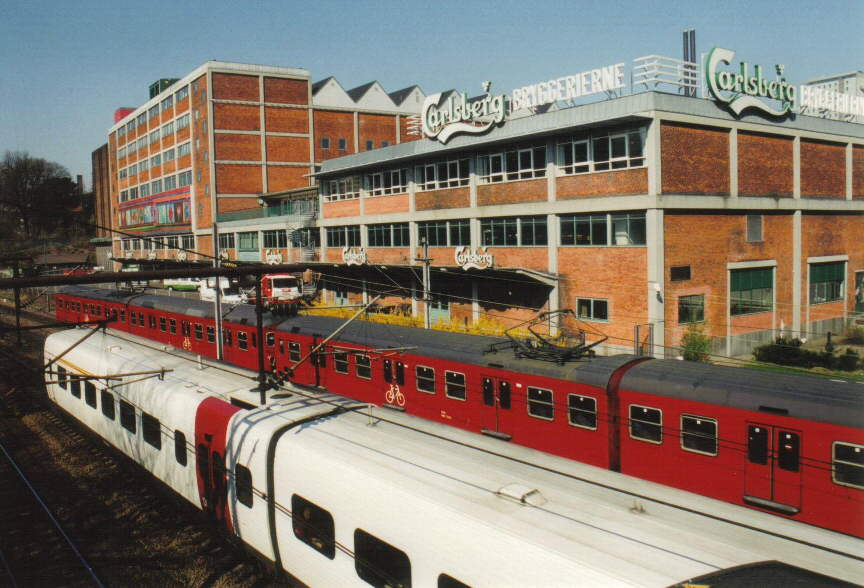
Brouwerij Carlsberg, Kopenhagen

De biermarkt in Denemarken werd jarenlang gedomineerd door Carlsberg en Tuborg. Nadat Tuborg overgenomen werd door Carlsberg in 1970, had Carlsberg het monopolie in zijn land. Vanaf 1992 verenigden een aantal regionale brouwerijen zich in Bryggerigruppen (vanaf 2005 gekend als Royal Unibrew). De laatste jaren werden er heel wat microbrouwerijen opgericht.
De biermarkt wordt gedomineerd door blonde lagers die 95% van de totale omzet omvatten. Carlsberg was de eerste brouwerij die commercieel laag gegist bier produceerde in Noord-Europa. Sinds de opkomst van de microbrouwerijen waarvan velen heel innovatief te werk gaan, is de populariteit van stout en andere donkere en zware bieren de laatste jaren gestegen.
In september 1998 werd de bierconsumentenvereniging Danske Ølentusiaster opgericht, lid van de European Beer Consumers Union, vereniging ter bevordering van de biercultuur.

## Cijfers 2022
Denemarken is een relatief kleine producent, het land staat niet in de top 10 van grootste Europese bierproducenten. In 2022 was de productie iets meer dan 6 miljoen hl. De totale bierconsumptie was 3,8 miljoen hl. In 2021 lag de gemiddelde consumptie op 65 liter per inwoner. Per saldo werd er veel meer bier geëxporteerd dan geïmporteerd.
- Productie: 6,159 miljoen hl
- Export: 3,152 miljoen hl (2021)
- Import: 0,780 miljoen hl
- Consumptie: 3,778 miljoen hl
- Actieve brouwerijen: 230 (inclusief microbrouwerijen)

## Brouwerijen

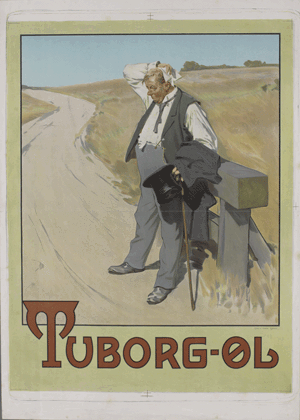
Tuborg-affiche uit 1900

Een aantal van de bekendste brouwerijen:
- Amager Bryghus
- Bie's Bryghus
- Bryggeriet Djævlebryg
- Bryghuset Møn
- Carlsberg
  - Tuborg
  - Husbryggeriet Jacobsen
  - Wiibroe
- Fuglsang
- Hancock Bryggeri
- Harboe Bryggeri
- Mikkeller
- Nørrebro Bryghus
- Ørbæk
- Royal Unibrew
  - Albani Bryggeri
  - Ceres Bryggeri
  - Faxe Bryggeri
  - Maribo Bryghus
  - Thor Bryghus
- Svaneke Bryghus
- Thisted Bryghus
- Vestfyen
- Föroya Bjór (Faeröer)

## Biersoorten
- Classic, blonde volmout lagers

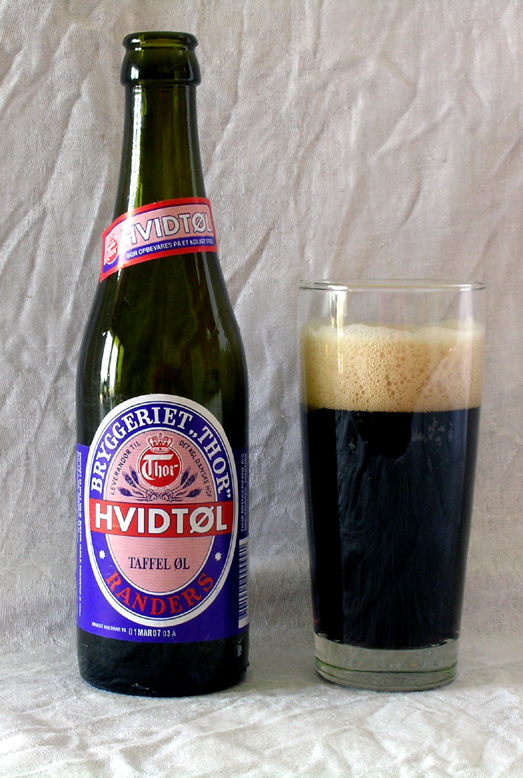
Hvidtøl, traditioneel Deens bier

- Guld, blonde lagers met een alcoholpercentage rond 5,7%
- Hvidtøl, traditioneel Deens witbier met een alcoholpercentage onder 2%. Ooit heel populair maar wordt nu meestal enkel nog gekocht rond Kerstmis.
- Julebryg en Juleøl, kerstbier
- Nisseøl (letterlijk elfenbier), donker zoete versie van Hvidtøl, en verkocht rond Kerstmis, genoemd naar een nisse (een soort kabouter of elf uit Scandinavië).
- Påskeøl, paasbier, in populariteit inmiddels voorbijgestreefd door het kerstbier.